# Luise Löbbecke

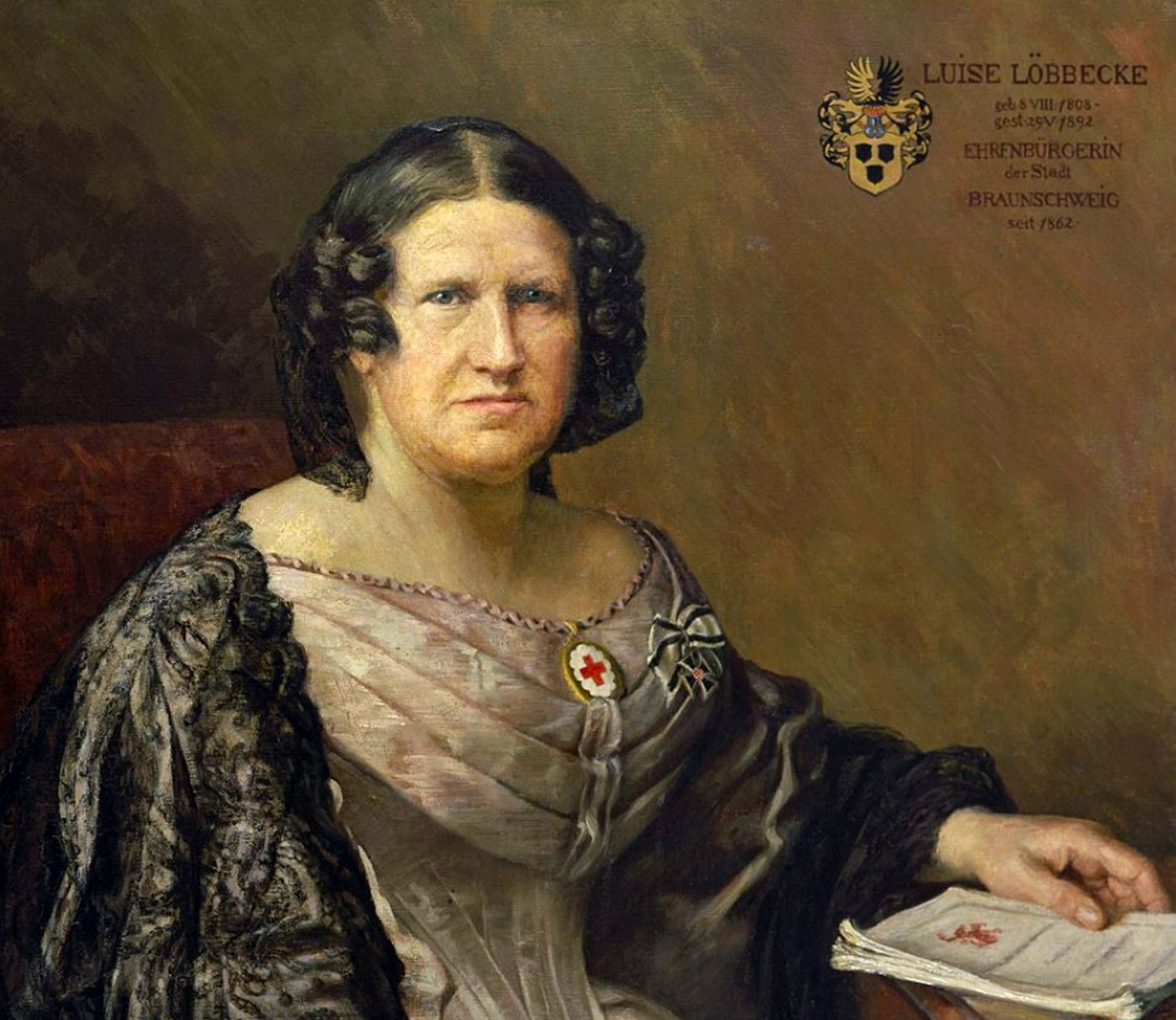
Luise Löbbecke, seit 1862 Ehrenbürgerin Braunschweigs

Luise Löbbecke (* 1. August 1808 in Braunschweig; † 29. Mai 1892 ebenda), Sozialreformerin, gehörte zur Braunschweiger Bankiersfamilie Löbbecke und machte sich um die Wohlfahrtspflege der Stadt Braunschweig verdient. Sie gehört zu Braunschweigs Ehrenbürgerinnen.

## Wirken in Braunschweig
Infolge der Hungerjahre von 1845 bis 1847 gründete Luise Löbbecke gemeinsam mit ihrer Tante Amalie Löbbecke und anderen Frauen in Braunschweig eine „Speiseanstalt für Bedürftige“ in der Kannengießerstraße sowie die Löbbecksche Erziehungsanstalt für weibliche Dienstboten am Ruhfäutchenplatz. Des Weiteren initiierte sie die Gründung eines „Asyls für Krebskranke“ und des Luisenstifts für Epileptiker. Gemäß ihrer christlichen Lebensauffassung, die Not ihrer Mitmenschen zu lindern, setzte sie dabei ihr privates Vermögen ein.
Als erster Frau wurde ihr in Anerkennung ihrer langjährigen Verdienste auf dem Gebiet der privaten Wohlfahrtspflege am 7. März 1862 die Braunschweiger Ehrenbürgerwürde verliehen, 24 Jahre nach deren erstmaliger Verleihung. Löbbecke blieb in den nächsten 46 Jahre die einzige Frau, die so geehrt wurde – und ist eine der drei Frauen, deren Wirken (neben 46 Männern) bis zum Jahre 2008 in der Weise gewürdigt wurde.
In Braunschweig erinnert die Luisenstraße sowie eine 1976 nach ihr benannte Sonderschule für lernbehinderte Kinder im Stadtteil Broitzem an Luise Löbbecke. An der Stelle des am 4. Juli 1928 eröffneten Luise-Löbbecke-Heims (vormals Dienstbotenanstalt) steht heute ein Hotel.

## Wirken in (Neu-)Erkerode
Löbbecke richtete 1865 ein Gesuch an das Herzoglich Braunschweigische Staatsministerium, eine Stiftung für geistig behinderte Kinder einzurichten, und ging 1867 mit diesem Anliegen an die Öffentlichkeit. Mit Unterstützung durch den Mediziner Oswald Berkhan führte dies dazu, dass der Erkeröder Ortspfarrer Gustav Stutzer 1868 die Idioten-Anstalt zu Erkerode begründete, die sich später zur Evangelischen Stiftung Neuerkerode weiter entwickelte. Ein 1900 erbautes, ursprünglich Wohnzwecken leitender Mitarbeiter der Stiftung dienendes, Haus (Beamtenhaus) erinnert seit 2010 als Kunstwerkstatt Villa Luise an die Förderin der Einrichtung.
Der von der Evangelischen Stiftung Neuerkerode und dem Bankhaus Löbbecke 2008 gestiftete Luise-Löbbecke-Ring, der mit einem Preisgeld zur Förderung sozialer und kultureller Projekt verbunden ist und alle zwei Jahre vergeben werden soll, wurde erstmals am 30. Oktober 2008 verliehen.